# Сарижальський сільський округ
Сарижа́льський сільський округ (каз. Сарыжал ауылдық округі, рос. Сарыжалский сельский округ) — адміністративна одиниця у складі Абайського району Абайської області Казахстану. Адміністративний центр та єдиний населений пункт — село Сарижал.
Населення — 1650 осіб (2021; 1972 у 2009, 2167 у 1999, 2436 у 1989).
Станом на 1989 рік існувала Саржальська сільська рада (села Айдапкел, Жайма, Каракорик, Саржал, Тоган). Села Айдапкел, Амзе, Жайма, Каракорик, Сариарка, Тоган, Шошакбеїт були ліквідовані 1998 року.

## Склад
До складу округу входять такі населені пункти:
| Населений пункт | Старі назви | Населення, осіб (1989) | Населення, осіб (1999) | Населення, осіб (2009) | Населення, осіб (2021) |
| --------------- | ----------- | ---------------------- | ---------------------- | ---------------------- | ---------------------- |
| Айдапкел, село  | -           | 127                    | -                      | -                      | -                      |
| Жайма, село     | -           | 112                    | -                      | -                      | -                      |
| Каракорик, село | -           | 120                    | -                      | -                      | -                      |
| Сарижал, село   | Саржал      | 1929                   | 2167                   | 1972                   | 1650                   |
| Тоган, село     | -           | 148                    | -                      | -                      | -                      |